# Municipio de River Forest
El municipio de River Forest (en inglés: River Forest Township) es un municipio ubicado en el condado de Cook en el estado estadounidense de Illinois. En el año 2010 tenía una población de 11172 habitantes y una densidad poblacional de 1.741,43 personas por km².

## Geografía
El municipio de River Forest se encuentra ubicado en las coordenadas 41°53′42″N 87°49′9″O / 41.89500, -87.81917. Según la Oficina del Censo de los Estados Unidos, el municipio tiene una superficie total de 6.42 km², de la cual 6.41 km² corresponden a tierra firme y (0.08%) 0.01 km² es agua.

## Demografía
Según el censo de 2010, había 11172 personas residiendo en el municipio de River Forest. La densidad de población era de 1.741,43 hab./km². De los 11172 habitantes, el municipio de River Forest estaba compuesto por el 84.81% blancos, el 6.72% eran afroamericanos, el 0.09% eran amerindios, el 4.52% eran asiáticos, el 0.04% eran isleños del Pacífico, el 1.76% eran de otras razas y el 2.05% pertenecían a dos o más razas. Del total de la población el 6% eran hispanos o latinos de cualquier raza.